# SIGURG
В POSIX-системах, SIGURG — сигнал, посылаемый процессу при появлении на сокете доступных для чтения срочных (англ. urgent) данных.
SIGURG — целочисленная константа, определенная в заголовочном файле signal.h. Символьные имена сигналов используются вместо номеров, так как в разных реализациях номера сигналов могут различаться.

## Этимология
SIG — общий префикс сигналов (от англ. signal), URG — сокращенное написание англ. urgent — срочный.

## Использование
SIGURG посылается при получении данных по срочному каналу (англ. out-of-band data) на сокет с разрешенным асинхронным вводом-выводом (флагом F_SETOWN системного вызова fcntl Linux и BSD). Сами данные можно считать с помощью системного вызова recv.